# Zeitumkehr (Physik)
Zeitumkehr ist die Betrachtung physikalischer Vorgänge unter der Annahme, die Zeit laufe in umgekehrter Richtung. In der Darstellung durch Gleichungen ist die Zeitumkehr eine Transformation, bei der die Zeit t durch −t ersetzt wird.
Nahezu alle grundlegenden physikalischen Gesetze, insbesondere die der klassischen Physik, sind symmetrisch gegenüber einer Umkehrung der Zeit; man spricht auch von Zeitumkehrinvarianz oder T-Symmetrie. Abweichend davon legt in der statistischen Physik der zweite Hauptsatz der Thermodynamik eine Zeitrichtung fest und bei bestimmten Phänomenen der  Quantenphysik, bspw. wenn die schwache Wechselwirkung beteiligt ist, gilt nur eine Invarianz gegenüber der kombinierten Umkehr von Ladung (C), Raum (P) und Zeit (T) (CPT-Theorem).
Zeitumkehrinvarianz ist nicht zu verwechseln mit Zeitinvarianz, einem Begriff der Systemtheorie.

## Makroskopische Phänomene: Der zweite Hauptsatz der Thermodynamik
Unsere tägliche Erfahrung zeigt uns, dass es nicht umkehrbare Phänomene gibt: Wasser fließt stets bergab, Tassen zerspringen beim Hinunterfallen, und heißer Tee kühlt sich auf Zimmertemperatur ab. Bei vielen Phänomenen, etwa der relativen Bewegung von Körpern mit Reibung oder der viskosen Strömung von Flüssigkeiten, erfolgt Dissipation von Energie, also Umwandlung von kinetischer Energie in Wärme. Diese Umwandlung wird durch den zweiten Hauptsatz der Thermodynamik auf eine Richtung festgelegt (Zeitpfeil).
In einem Gedankenexperiment setzte sich James Clerk Maxwell mit dem zweiten Hauptsatz der Thermodynamik auseinander. Sein Maxwellscher Dämon ist ein mikroskopischer Torwächter zwischen zwei Hälften eines Raums, der die langsamen Moleküle nur in eine Richtung, die schnellen in die andere Richtung durchlässt. Auf diese Weise würde sich die eine Hälfte des Raums auf Kosten der anderen Hälfte erwärmen. Es scheint, dass die Entropie sinkt und sich der Zeitpfeil umkehrt. Eine genauere Untersuchung unter Einbeziehung des Dämons zeigt jedoch, dass die Gesamtentropie von Raum und Dämon zunimmt.
Der wissenschaftliche Konsens ist heute die Interpretation von Ludwig Boltzmann und Claude Shannon, die den Logarithmus des Phasenraumvolumens mit der Informationsentropie in Beziehung setzt. Der makroskopische Ausgangszustand in Maxwells Gedankenexperiment hat ein geringes Phasenraumvolumen, da die Position der Atome begrenzt ist. Wenn sich das System unter Einfluss von Dissipation weiterentwickelt, vergrößert sich das Phasenraumvolumen, und die Entropie steigt.
Ein anderer Standpunkt ist, dass wir „nur“ deswegen einen stetigen Anstieg der Entropie beobachten, weil der Anfangszustand des Universums eine niedrige Entropie hatte; andere mögliche Anfangszustände des Universums könnten demnach zu sinkender Entropie führen. Nach dieser Ansicht ist die makroskopische Irreversibilität ein Problem der Kosmologie: Warum begann das Universum bei niedriger Entropie? Die Frage nach dem Anfangszustand des Universums ist eine offene Frage in der aktuellen Physik.

## Mikroskopische Phänomene: Zeitumkehrinvarianz

### Klassische Mechanik
Die klassische Mechanik kennt keine bevorzugte Zeitrichtung, sondern ist symmetrisch in der Zeit. Wenn man in einer Gleichung {\displaystyle t} durch {\displaystyle -t} ersetzt, wechselt das Vorzeichen aller Größen, die den Faktor {\displaystyle t} oder eine ungerade Potenz von {\displaystyle t} enthalten. Ein Beispiel ist die Geschwindigkeit
{\displaystyle {\vec {v}}={\frac {\mathrm {d} {\vec {s}}}{\mathrm {d} t}}\qquad \quad } somit: {\displaystyle \quad t\to -t\quad \Rightarrow \quad {\vec {v}}\to -{\vec {v}}}
Lässt man einen Film, in dem sich ein Objekt von links nach rechts bewegt, rückwärts laufen, so sieht man es sich nun mit gleicher Geschwindigkeit von rechts nach links bewegen.
Bei der Beschleunigung {\displaystyle {\vec {a}}} hingegen geht {\displaystyle t} in der zweiten Potenz ein, deshalb wechselt sie nicht das Vorzeichen:
{\displaystyle {\vec {a}}={\frac {\mathrm {d} ^{2}{\vec {s}}}{\mathrm {d} t^{2}}}\qquad \quad } somit: {\displaystyle \quad t\to -t\quad \Rightarrow \quad {\vec {a}}\to {\vec {a}}}
Wenn sich ein Objekt von links nach rechts bewegt und dabei schneller wird, bewegt es sich bei Zeitumkehr von rechts nach links und wird dabei langsamer. Die Beschleunigung weist in beiden Fällen nach rechts.

### Klassische Elektrodynamik
Die Bewegung geladener Teilchen im Magnetfeld {\displaystyle {\vec {B}}} wird bestimmt durch die Lorentz-Kraft:
{\displaystyle {\vec {F}}=m\cdot {\vec {a}}=q\cdot {\vec {v}}\times {\vec {B}}\qquad \quad } somit: {\displaystyle \quad t\to -t\quad \Rightarrow \quad {\vec {B}}\to -{\vec {B}}}
Weil {\displaystyle {\vec {v}}} unter Zeitumkehr das Vorzeichen wechselt, {\displaystyle {\vec {a}}} aber nicht, muss auch {\displaystyle {\vec {B}}} das Vorzeichen wechseln. Dies ist auch der Fall, da ein Magnetfeld durch einen elektrischen Strom {\displaystyle {\vec {J}}} erzeugt wird, der seine Richtung bei Zeitumkehr ebenfalls umkehrt. Damit ist die Bewegung geladener Teilchen im elektromagnetischen Feld symmetrisch gegenüber Zeitumkehr.

### Quantenphysik
Die quantenmechanische Kinematik kann durch die Metrik des speziell-relativistischen Minkowskiraums gekennzeichnet sein; diese Metrik ist zeitumkehrinvariant. Dagegen verletzen die Bahnen der Teilchen in diesem Raum unter Umständen, z. B. beim β-Zerfall, unter dem Einfluss der Wechselwirkungspotentiale die Zeitumkehrinvarianz. Wie in der klassischen Kinematik, die durch die newtonschen Gesetze der Bewegung beschrieben wird, sagt auch hier die Kinematik nichts über die Zeitumkehrinvarianz der Dynamik aus. Die Dynamik kann die Zeitinvarianz verletzen, obwohl man den kinematischen Größen dieses Verhalten nicht ansieht.
Eine grundlegende Verletzung der Zeitumkehrinvarianz wurde für die schwache Wechselwirkung (β-Zerfall u. a.) 1956 indirekt entdeckt. Es wurde eine leichte Verletzung der CP-Invarianz (=Symmetrie der physikalischen Gesetze, wenn die Vorzeichen von Ladung und Parität geändert werden) beobachtet. Daraus folgt auch die Verletzung der Zeitumkehrinvarianz, sofern man das CPT-Theorem (=Symmetrie der physikalischen Gesetze, wenn die Vorzeichen von Ladung, Parität und Zeit geändert werden) als gültig voraussetzt.
Nachdem die Verletzung der CP-Symmetrie in den B-Meson-Fabriken BaBar und Belle 2002 bestätigt worden war, gelang 2012 aus der Nachanalyse alter BaBar-Daten auch der direkte Nachweis der T-Verletzung.

#### Mathematische Darstellung
Beschreibt man den Zustand des Systems mit einem Zweierspinor, also durch zwei Wellenfunktionen
{\displaystyle \psi _{1}({\vec {r}},t)=\psi _{\uparrow }({\vec {r}},t)} und
{\displaystyle \psi _{2}({\vec {r}},t)=+\psi _{\downarrow }({\vec {r}},t)},
dann hat der „zeitlich invertierte“ Zweierspinor die Komponenten
{\displaystyle ({\mathcal {T}}\psi )_{1}({\vec {r}},t)=\psi _{\downarrow }^{*}({\vec {r}},t)} und
{\displaystyle ({\mathcal {T}}\psi )_{2}({\vec {r}},t)=-\psi _{\uparrow }^{*}({\vec {r}},t)}.
Es werden also
1. die konjugiert komplexen Wellenfunktionen gebildet {\displaystyle (\psi \to \psi ^{*})},
2. up- und down-Spinkomponenten vertauscht {\displaystyle (\uparrow \Longleftrightarrow \downarrow \,)} und
3. die „Phasenfaktoren“ +1 bzw. −1 angebracht, was der üblichen „Winkelhalbierung“ beim Übergang von Vektoren zu Spinoren entspricht, nämlich

{\displaystyle \exp \left(i{\tfrac {0^{\circ }}{2}}\right)=+1} und
{\displaystyle \exp \left(i{\tfrac {360^{\circ }}{2}}\right)=-1}.